# Prochoerodes gibbosa
Prochoerodes gibbosa är en fjärilsart som beskrevs av Max Joseph Bastelberger 1908. Prochoerodes gibbosa ingår i släktet Prochoerodes och familjen mätare. Inga underarter finns listade i Catalogue of Life.